# Замятин, Павел Николаевич
Павел Николаевич Замятин (24 ноября 1911, Парфеньевский район — 1994) — советский морской офицер-подводник, капитан 1-го ранга. Депутат Верховного Совета СССР (Совета Союза) 1-го созыва от КрАССР. Участник Великой Отечественной войны на Чёрном море.

## Биография
Родился 24 ноября 1911 года в деревне Телегино, Парфеньевский район Костромской области.  
Призван в РККФ в ноябре 1933 года Кунцевский РВК Московская области. Командир отделения штурманских электриков подводной лодки «Д-6». Капитан 3-го ранга. Избирался 12 декабря 1937 депутатом Верховного Совета СССР, Совет Союза  1-го созыва от КрАССР. Член ВКП(б) с 1939 года.
Участник Великой Отечественной войны на Чёрном море. Военком плавучей базы «Львов» (1941-1942), военком подводной лодки «С-31» (1942). Участвовал в рейсах по снабжению Севастополя. Замполит 1-го дивизиона 1-й бригады подводных лодок (1943 – 1944), заместитель начальника политического отдела 2-й бригады подводных лодок Черноморского Флота. Капитан 1-го ранга.  Вышел в отставку 8 мая 1957 года.
Умер в 1994 году.

## Награды
- Орден Ленина (23.12.1935)[1]
- Орден Отечественной войны II степени (30.11.1942)
- Медаль «За оборону Севастополя» (22.12.1942)
- Медаль «За оборону Кавказа» (1.05.1944)
- Медаль «За боевые заслуги» (03.11.1944)
- Медаль «За победу над Германией в Великой Отечественной войне 1941–1945 гг.» (9.05.1945)
- Орден Красного Знамени (8.08.1945)
- Орден Красной Звезды (20.06.1949)
- Орден Красного Знамени (30.04.1954)
- Орден Отечественной войны II степени (6.04.1985).